# 余洪
余洪（1447年—？），字崇範，江西南昌府南昌縣人，民籍，明朝政治人物。

## 生平
成化十年（1474年）甲午科江西鄉試第十九名舉人。成化十七年（1481年）中式辛丑科會試第二百五名，二甲第八十八名進士。

## 家族
曾祖余克嘉；祖父余文昌；父余旭初，母萬氏。具庆下。